# 우나라
우(鄅)는 춘추 시대 주나라의 제후국이다.

## 역사
국성은 운(妘)이고, 서주 시대에 우(鄅, 현재의 산둥성 린이현 북쪽 15리) 땅에 봉해져 나라가 세워졌으며 작위는 자작이다. 일찍이 주(邾)나라와 초나라의 부용국이 되었으며, 춘추 시대에 노나라에게 병탄당했다. 멸망한 뒤 노나라의 한 도시가 되었으며, 계양(啓陽)이란 이름으로 개명되었다. 또한 그 옛 백성들은 우(鄅) 자에서 부수를 제거한 우(禹)를 성으로 삼았다. 위치는 옛 낭야군(琅琊郡) 개양현(開陽縣)이며, 곧 현재의 린이현, 창산현, 이난현 일대이다.